# Чжан Цзюлин
На хвое сосновой 

настоянного вина

Весною прошедшей 

ты много ль себе припас?

Ссылаться не стану

на горной дороги даль:

Я даже по снегу 

пешком до тебя дойду!
Чжан Цзюлин (кит. трад. 張九齡, упр. 张九龄, пиньинь Zhāng Jiǔlíng, 678/673 − 740) — китайский государственный деятель и поэт эпохи Тан

## Жизнеописание
Родился в уезде Цзюйцзян Шаочжоуской области. Сын Чжан Хуня, секретаря главы Шаочжоуской области. Смолоду отличался незаурядными способностями. В бытность императрицы У Цзэтянь в 702 году сдал императорский экзамен и получил высшую учёную степень цзиньши. Тогда же отправлен в императорский институт Павильон Хунвэнь (кит. 弘文館), где учились кандидаты на государственные должности.
В 711 году по приглашению императора Жуй-цзуна участвовал в конкурсе поэтов и писателей, где одержал победу. После этого назначается на службу при центральном правительстве империи. С приходом к власти императора Сюань-цзуна отправил несколько докладов канцлеру Яо Чуну (кит. 姚崇), где наметил пути улучшения работы правительственной администрации и государственных служащих. Этим привлёк к себе внимание.
Вскоре получает должность в Министерстве по делам гражданской службы (кит. 司勳員外郎). Здесь подружился с канцлером Чжан Шо (кит. 張說), который способствовал его карьере. В течение 722—723 годов Чжан Цзюлин поднялся до руководителя среднего звена правительства. В 726 году становится заместителем в Министерстве поклонений(кит. 太常少卿). В том же году назначается главой Цзичжоуской области (кит. 冀州, современный городской округ Хэншуй в провинции Хэбэй). Вслед за этим император назначил Чжан Цзюлина главой Хунчжоуской области (кит. 洪州, современный городской округ Наньчан в провинции Цзянси). Затем был главой Гуйчжоуской области (кит. 桂州, современный городской округ Гуйлинь в автономном районе Гуанси) и председателем экзаменационной комиссии в округе Линнань.
В 731 году император пригласил Чжан Цзюлина в столицу Чанъань, назначив руководителем дворцовой канцелярии и императорской академии Цзисянь. В том же году становится заместителем министра общественных работ (кит. 工部侍郎) и ответственным за составление императорских приказов (кит. 中書侍郎). В 732 году уходит со службы в связи со смертью матери. В 733 году император назначает его канцлером. Чжан Цзюлин подал просьбу продолжить исполнять обряды траура по матери, но Сюань-цзун отклонил это прошение.
На посту канцлера Чжан предложил разрешить чеканить деньги частным лицам, но не получил на это согласия императора. Вскоре выступил с предложением выделить значительные земли к югу от реки Хуанхэ для выращивания риса. Однако попытка воплотить этот замысел оказалась неудачной. Тем не менее, за свою честность и борьбу со взяточничеством Сюань-цзун вознаградил Чжан Цзюлина, пожаловав ему в 735 году титул графа Цзинцина (кит. 金紫光祿大夫).
Впрочем в 736 году Чжан вступил в противостояние с другим канцлером Ли Линьфу, который оказывал значительное влияние на императора, потакая его прихотям. В конце концов в 737 году Чжан Цзюлин был снят с должности канцлера и назначен на должность председателя исполнительного бюро (кит. 尚書省). В том же году по навету Ли Линьфу Чжан был понижен в должности и назначен главой префектуры Цзин (кит. 荊州, современный городской округ Цзинчжоу в провинции Хубэй). Умер в 740 году в родном городе во время посещения могилы предков

## Творчество
Чжан Цзюлин был автором многих поэм, которые были известны и популярны в своё время. Пять из них вошли в собрание «Триста стихотворений эпохи Тан». Среди них — поэма «Мысли», «Орхидея и апельсин». Впоследствии всё стихотворное наследие Чжана было объединено в сборники из 20 цзюаней.
Автор прозы «Золотое зеркало записей тысячелетий» в 5 цзюанях, где изложил описание и характеристику видов и примеров государственного правления. Было посвящено императору Сюань-цзуну

## В филателии
13 сентября 2009 года КНР выпустила почтовую марку из серии «Триста танских стихотворений» (кит. упр. 唐诗三百首) с текстом стихотворения Чжан Цзюлина «Глядя на луну, вспоминаю о далекой» (кит. упр. 望月怀远), тираж которой составил 12 999 700 экземпляров:216.  Ниже приведен его текст в качестве примера лирики Чжан Цзюлина.

Над задумчивым морем

Поднялась луна в тишине.

Край небес весь заполнив собой,

Отразилась в волне.

Мне, влюбленному, ночь —

Показалась уж слишком длинна.

Я свечу погасил.

Все залила сияньем луна.

Плечи платьем прикрыл, —

Вечера от росы холодны.

Почему не могу

Дотянуться рукой до луны?

Я б сорвал ее с неба,

Поднес бы любимой своей,

Но со мной ее нет,

Лишь во сне, может, встретимся с ней.
Оригинальный текст (кит.)望月怀远

海上生明月，天涯共此时。

情人怨遥夜，竟夕起相思。

灭烛怜光满，披衣觉露滋。

不堪盈手赠，还寝梦佳期。
— «Глядя на луну, вспоминаю о далекой», в переводе Л. Мясникова и С. Плотникова